# Cratere Sabine

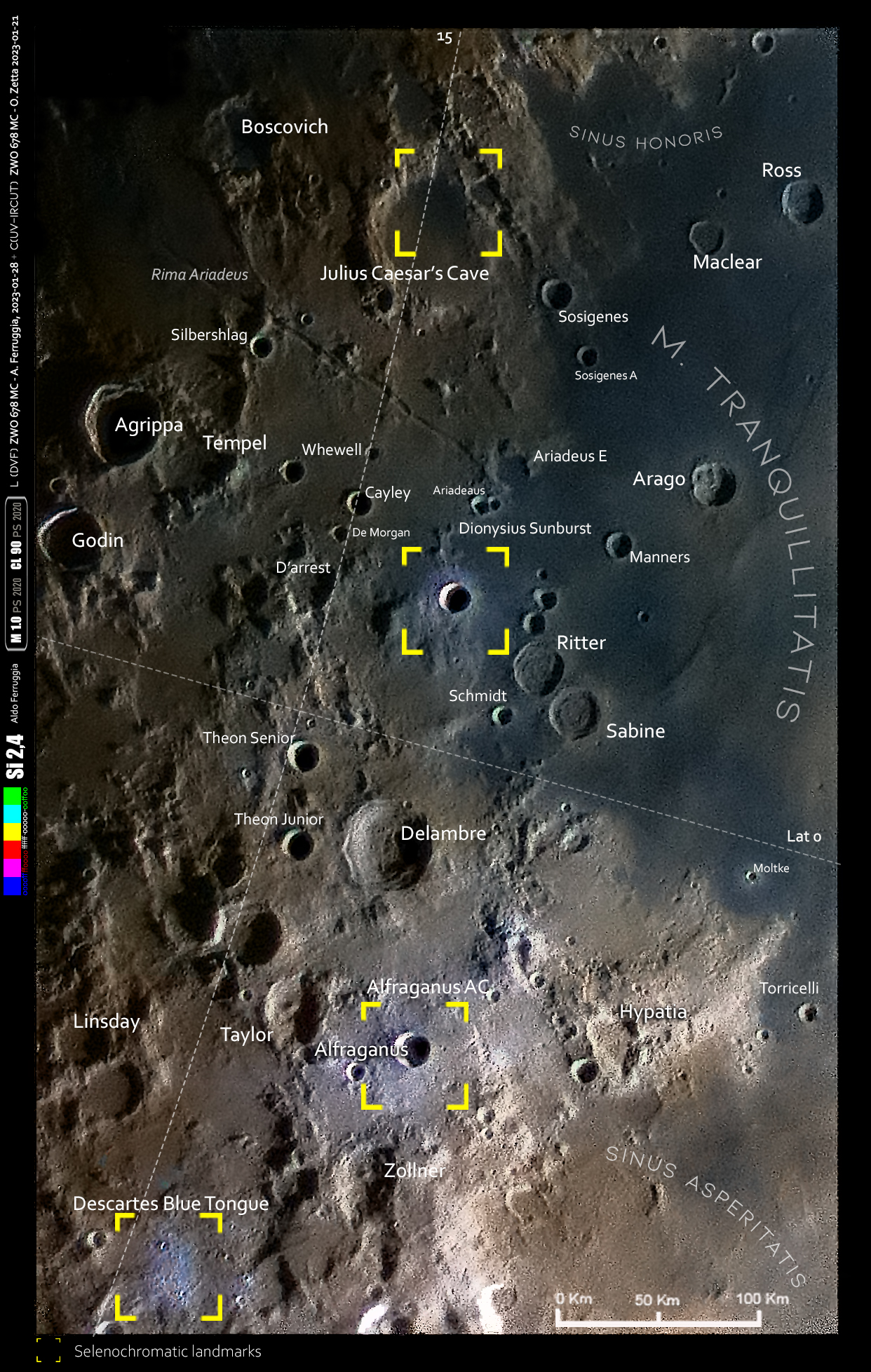
Il cratere con le strutture vicine in una Immagine Selenocromatica(Si)

Sabine è un cratere lunare intitolato all'astronomo ed esploratore irlandese Edward Sabine; è situato all'interno del Mare della Tranquillità, sull'emisfero lunare sempre rivolto verso la Terra. Poco meno di due chilometri lo separano dal vicino cratere Ritter, mentre più ad est si trova il cratere Schmidt, e in direzione nord si possono individuare i crateri Manners e Arago.
Il perimetro del cratere è circolare e generalmente regolare; il letto presenta un paio di piccoli crateri minori ed un rilievo centrale. Sul lato occidentale è presente una parete esterna concentrica rispetto a quella interna.
A circa 85 km di distanza in direzione est-sudest si trova la Statio Tranquillitatis, il luogo d'allunaggio della missione Apollo 11, la prima discesa umana sulla Luna.

## Crateri correlati
Alcuni crateri minori situati in prossimità di Sabine sono convenzionalmente identificati, sulle mappe lunari, attraverso una lettera associata al nome.
| Sabine | Latitudine | Longitudine | Diametro |
| ------ | ---------- | ----------- | -------- |
| A      | 1,3° N     | 19,5° E     | 4 km     |
| C      | 1,0° N     | 23,0° E     | 3 km     |

I seguenti crateri sono stati rinominati dalla International Astronomical Union:
- Sabine B — vedi cratere Aldrin.
- Sabine D — vedi cratere Collins.
- Sabine E — vedi cratere Armstrong.